# Józef Matlak
Józef Matlak (ur. 21 grudnia 1946 w Katowicach) – polski saneczkarz, medalista mistrzostw Europy, mistrz Polski.

## Kariera sportowa
Był zawodnikiem Startu Bielsko-Biała. Jego jedynym sukcesem na arenie międzynarodowej był brązowy medal mistrzostw Europy w 1967, w jedynce. Reprezentował Polskę na mistrzostwach świata w 1967 (39 m. w jedynkach, 10 m. w dwójkach) i 1970 (17 m. w dwójkach). Na mistrzostwach Europy w 1967 zajął także 5. miejsce w dwójkach. W 1967 został mistrzem Polski w jedynkach.